# Malaltia del simulador
La malaltia del simulador és un subconjunt de mal de moviment que normalment s'experimenta mentre es juga a videojocs des de la perspectiva en primera persona. Va ser descobert en el context d'pilots d'avions que s'entrenen durant llargs períodes en simuladors de vol. A causa de les limitacions espacials imposades a aquests simuladors, es poden produir discrepàncies percebudes entre el moviment del simulador i el del vehicle i conduir a la malaltia del simulador. És similar al mareig de moltes maneres, però es produeix en entorns simulats i es pot induir sense moviment real. Els símptomes de la malaltia del simulador inclouen malestar, apatia, somnolència, desorientació, fatiga i nàusees. Aquests símptomes poden reduir l'eficàcia dels simuladors en l'entrenament de vol i donar lloc a conseqüències sistemàtiques, com ara la disminució de l'ús del simulador, l'entrenament compromès i la seguretat tant a terra com en vol. Si els pilots han patit malaltia del simulador, és menys probable que vulguin repetir l'experiència, cosa que pot reduir el nombre d'usuaris potencials. També pot comprometre la formació de dues maneres crítiques per a la seguretat:
1. Pot distreure el pilot durant les sessions d'entrenament.
2. Pot fer que el pilot adopti determinats comportaments contraproduents per evitar que es produeixin símptomes.

La malaltia del simulador pot tenir efectes posteriors a l'entrenament que comprometen la seguretat un cop finalitzada la sessió. Això pot ocórrer, per exemple, quan els pilots s'allunyen de la instal·lació o volen mentre encara experimenten símptomes de malaltia del simulador.

## Orígens
Tot i que l'aviació pilotada per humans existeix des de principis del segle xx, la malaltia dels simuladors no va sorgir com un problema per als pilots fins molt més tard, quan es van crear els primers simuladors de base fixa. Bell Aircraft Corporation va crear un simulador d'helicòpter per a la Marina durant la dècada de 1950, i es va trobar "que un gran nombre d'observadors (la majoria pilots d'helicòpters) van experimentar algun grau de vertigen durant aquestes demostracions". Els psicòlegs de la Marina van realitzar més estudis sobre els pilots que van participar en aquests exercicis de simulador i van trobar que 28 de 36 enquestats a les seves avaluacions van patir malaltia. A més, els psicòlegs van trobar que els instructors de vol experimentats semblaven ser els més susceptibles. De fet, el 60% dels professors van informar de símptomes de malaltia del simulador en comparació amb només el 12% dels estudiants. "La SS es produïa normalment en els primers deu minuts d'una sessió d'entrenament i sovint durava diverses hores després".
Existeixen dues teories principals sobre les causes de la malaltia del simulador. La primera és la teoria del conflicte sensorial. Els patrons de flux òptic generats en entorns virtuals solen induir la percepció del moviment propi (és a dir, la vecció). La teoria del conflicte sensorial sosté que, quan aquesta percepció del moviment propi no es corrobora per forces inercials transmeses a través del sistema vestibular, és probable que es produeixi la malaltia del simulador. Així, la teoria del conflicte sensorial prediu que mantenir les entrades visuals i vestibulars d'acord pot reduir la probabilitat de malaltia del simulador experimentada pels usuaris. A més, segons aquesta teoria, les persones que no tenen un component vestibular funcional del seu sistema nerviós no haurien de mostrar ni la malaltia del simulador ni la malaltia del moviment.
La segona teoria de la malaltia del simulador identifica la inestabilitat postural com el determinant de la malaltia del simulador. Aquesta teoria assenyala que les situacions que produeixen la malaltia del simulador es denoten pel seu desconeixement per al participant més que pel grau de conflicte sensorial; per exemple, el mal del mar és, per a molts, un problema transitori que es resol amb l'experiència a estar en un vaixell. Així, es planteja la hipòtesi que la novetat dels senyals de moviment condueix a una incapacitat per mantenir el control postural, i aquesta manca de control provoca la malaltia del simulador fins que el participant s'adapta. Els atributs clau aquí inclouen la nota que els moviments que causen la malaltia del simulador es troben en un rang de baixa freqüència nauseogènic que se superposa amb la freqüència de moviment dins del cos humà quan manté el control de la seva postura. Els experiments han mesurat marcadors de l'aparició de la inestabilitat postural i han trobat que precedeix els signes i símptomes de la malaltia del simulador.
Actualment, és correcte dir que tant una com l'altra teoria, i cap d'aquestes, són adequades per explicar i predir completament la malaltia del simulador. Encara que és clar quins tipus de pilots se'n veuen afectats, i tant la teoria del conflicte sensorial com la teoria de la inestabilitat postural relacionen el seu inici amb determinats conflictes fisiològics, cap de les dues teories és suficient per predir per què aquests conflictes específics (visió vs. vestibular, d'una banda, i control postural de l'altra) provoquen la malaltia en el subjecte. Les possibilitats addicionals per provocar el mal de moviment en general (inclosa la malaltia del simulador) inclouen la desestabilització de la mirada, que es veu alterada si s'altera el guany del reflex vestibuloocular en el sistema nerviós, patrons de moviment d'estímuls visuals i moviments que estimulen els otòlits i els conductes semicirculars de l'⁣oïda interna. No és clar si aquests estímuls es troben o no en quantitats significatives en un simulador per induir la malaltia en els pilots experts. No obstant això, atès que els estudis de laboratori han demostrat que l'eliminació de les àrees de projecció vestibular del cerebel (en animals de laboratori) provoca la insusceptibilitat al mal del moviment, és gairebé segur que la primera d'aquestes teories sigui la més prometedora pel que fa a la investigació sobre les causes fisiològiques directes del fenomen.

## Efecte de l'experiència en entorns reals i simulats
Tot i que qualsevol persona pot experimentar la malaltia del simulador, els estudis en simuladors de vol han trobat una correlació entre l'aparició dels símptomes i l'experiència de vol del pilot. Els estudis realitzats de manera independent per la Marina dels EUA, la Guàrdia Costanera i l'Exèrcit dels EUA durant la dècada de 1980 van arribar a la mateixa conclusió: com més experiència del pilot, més probabilitat de símptomes de malaltia durant els exercicis d'entrenament de simulació.
El 1989, l'exèrcit dels EUA va publicar un informe que detallava els resultats d'un estudi que examinava la malaltia del simulador en simuladors de vol UH-60 Blackhawk, confirmant la hipòtesi anterior. L'informe també va trobar que els períodes més llargs entre sessions d'entrenament de simulació de vol van donar lloc a una major probabilitat d'augmentar els símptomes perjudicials.
La investigació suggereix que aquesta és la manera natural del cos d'adaptar-se a aquests sistemes. Els cossos dels pilots experimentats s'han ajustat als diversos tipus de moviment que es produeixen durant les condicions reals de vol. Quan es troben en un simulador de vol, els estímuls visuals i altres senyals fan que els seus cossos esperin els mateixos moviments associats a les condicions reals de vol. Tanmateix, els seus cossos experimenten el moviment imperfecte del simulador, i així ha provocat la malaltia.
Una situació similar pot ocórrer amb els pilots que tenen llargs intervals entre les sessions del simulador. Durant l'entrenament de simulació, el cos finalment s'adapta a l'entorn, reduint els efectes de la malaltia del simulador. Tanmateix, quan passen llargues temporades fora del simulador, el cos no es pot adaptar adequadament, i els símptomes tornen a aparèixer.
Sovint, l'adaptació és la solució més eficaç per a la malaltia del simulador. Per a la majoria de les persones, l'adaptació es pot produir en poques sessions, amb només una minoria d'individus (3-5%) mai no poden adaptar-se. Aquesta adaptació es produeix dins de la psique de l'individu amb exposicions repetides i controlades, sense cap alteració requerida al simulador. Mitjançant exposicions incrementals, disperses regularment durant una sèrie de dies, l'adaptació es pot produir més ràpidament que la d'una exposició global abrupta. Tanmateix, després de l'adaptació al nou entorn de moviment del simulador, els símptomes de la malaltia del simulador poden tornar a aparèixer amb un retorn a l'entorn anterior. Per aquesta raó, la malaltia del simulador es coneix comunament com un fenomen de malaltia d'adaptació, a causa del conflicte incessant entre les condicions ambientals actuals i passades. A l'entrenament en vol, aquest fenomen pot ser un problema de seguretat on pot provocar el mareig que dificulti el rendiment del pilot a l'avió real després de l'entrenament del simulador de vol.

## Mesurament
El Simulator Sickness Questionnaire (SSQ) és actualment l'estàndard per mesurar la malaltia del simulador. L'SSQ es va desenvolupar a partir de 1.119 parells de puntuacions preexposició/postexposició a partir de dades recollides i informades anteriorment. Aquestes dades es van recollir a partir de 10 simuladors de vol de la Marina que representaven tants avions d'ala fixa com d'ala giratòria. Els simuladors seleccionats eren models de moviment de 6 DOF i de base fixa, i també representaven una varietat de tecnologies de visualització visual. L'SSQ es va desenvolupar i validar amb dades de pilots que van informar al simulador d'entrenament sans i en forma.
El SSQ és una llista de comprovació de símptomes d'autoinforme. Inclou 16 símptomes associats a la malaltia del simulador. Els participants indiquen el nivell de gravetat d'aquests símptomes que estan experimentant actualment. Per a cada símptoma hi ha quatre nivells de gravetat (cap, lleu, moderat, greu). L'SSQ proporciona una puntuació de gravetat total així com puntuacions per a tres subescales (nàusees, oculomotora i desorientació). La puntuació de gravetat total és un compost creat a partir de les tres subescales. És la millor mesura individual perquè proporciona un índex dels símptomes generals. Les tres subescales proporcionen informació diagnòstica sobre categories de símptomes particulars:
- La subescala de nàusees està formada per símptomes com augment de la salivació, sudoració, nàusees, consciència de l'estómac i eructes.
- La subescala oculomotora inclou símptomes com fatiga, mal de cap, fatiga ocular i dificultat per enfocar.
- La subescala de desorientació es compon de símptomes com ara vertigen, mareig (ulls oberts), mareig (ulls tancats) i visió borrosa.Les tres subescales no són ortogonals entre si, ja que comparteixen un factor general comú. No obstant això, proporcionen informació diferencial sobre l'experiència dels símptomes dels participants, sent útils per determinar el patró particular de malestar produït per un simulador determinat. Totes les puntuacions tenen com a nivell més baix un zero natural (sense símptomes) i augmenten a mesura que augmenten els símptomes reportats.[4] En alguns casos, també s'ha utilitzat el Qüestionari d'avaluació de la malaltia del moviment (MSAQ) per avaluar la malaltia del simulador, malgrat el seu enfocament en el mal de moviment.[8]

## Mal de moviment del joc
Molts jugadors de videojocs, en particular el difunt John Peter "TotalBiscuit" Bain, informen de mareig mentre jugaven amb un camp de visió estret (FOV). Depenent de la mida de la pantalla i la distància, els paràmetres de FOV de 90 a 110 graus generalment poden ser bons per a primer pla (jocs de PC) i de 60 a 75 graus per a més lluny (jocs de consola). Una petita, però significativa quantitat de jugadors es veu afectada si el FOV no es configura correctament. Altres factors i paràmetres, com ara el desenfocament del moviment i el moviment del cap, també poden afectar el malestar del jugador.